# Saints-Boniface-et-Alexis (titre cardinalice)
Le titre cardinalice de Saints-Boniface-et-Alexis également connu sous le nom de Saint-Alexis, est institué par le pape Sixte V, le 13 avril 1587 par la constitution apostolique religiosa.
Titre paroissial, Saints-Boniface-et-Alexis est attribué à un cardinal-prêtre. Depuis 1905, ce titre a constamment été donné à des cardinaux brésiliens.

## Titulaires
- Giovanni Vincenzo Gonzaga (1587-1591)
- Ottavio Paravicini (1592-1611)
- Metello Bichi (1611-1619)
- Roberto Ubaldini (1621-1629)
- Gianfrancesco Guidi di Bagno (1629-1641)
- Mario Theodoli (1643-1649)
- Luigi Alessandro Omodei (1652-1676)
- Vacance (1676-1681)
- Federico Visconti (1681-1693)
- Taddeo Luigi dal Verme (1696-1717)
- Giberto Borromeo (1717-1740)
- Gaetano Stampa (1740-1742)
- Vacance (1742-1753)
- Antonio Andrea Galli, C.C.S.S. (1753-1757)
- Giuseppe Maria Castelli (1759-1780)
- Paolo Francesco Antamori (1781-1795)
- Vacance (1795-1801)
- Giovanni Filippo Gallarati Scotti (1801-1814)
- Emmanuele de Gregorio (1816-1829); in commendam (1829-1839)
- Vacance (1839-1843)
- Francesco di Paola Villadecani (1843-1861)
- Alexis Billiet (1862-1873)
- Johannes Baptiste Franzelin, Compagnie de Jésus (1876-1886)
- Giuseppe D'Annibale (1889-1892)
- Angelo Di Pietro (1893-1903)
- Sebastián Herrero y Espinosa de los Monteros, Congrégation de l'Oratoire (1903)
- Joaquim Arcoverde de Albuquerque Cavalcanti (1905-1930)
- Sebastião Leme da Silveira Cintra (1933-1942)
- Jaime de Barros Câmara (1946-1971)
- Avelar Brandão Vilela (1973-1986)
- Lucas Moreira Neves, Ordre des Prêcheurs (1988-1998); in commendam (1998-2002)
- Eusébio Oscar Scheid, Prêtres du Sacré-Cœur de Saint-Quentin (2003-2021)
- Paulo Cezar Costa (depuis 2022)

## Sources
- (it) Cet article est partiellement ou en totalité issu de l’article de Wikipédia en italien intitulé « Santi Bonifacio e Alessio (titolo cardinalizio) » (voir la liste des auteurs).